# Steve Green (cestista)
Steven Michael Green, detto Steve (Madison, 4 ottobre 1953), è un ex cestista statunitense, professionista nella ABA, nella NBA e in Italia.

## Carriera
Venne selezionato dai Chicago Bulls al secondo giro del Draft NBA 1975 (30ª scelta assoluta).